# Ipanephis
Ipanephis là một chi bướm đêm thuộc họ Erebidae.